# Epeus edwardsi
Epeus edwardsi är en spindelart som beskrevs av Barrion, Litsinger 1995. Epeus edwardsi ingår i släktet Epeus och familjen hoppspindlar. Inga underarter finns listade i Catalogue of Life.